# Београдски сајам вина
Међународни београдски сајам вина (енгл. BeoWine Fair) је манифестација на Београдском сајму на којој се представља производња и дистрибуција вина. Сајам је основан 2010. године. На Сајму вина се промовише и вински туризам. Одржавање ове манифестације је истовремено са Сајмом туризма.

## Такмичење
Сваке године одржава се такмичење ’’BeoWine Fair Challenge Cup’’ у 6 категорија:
- најбоље бело вино,
- најбоље росе вино,
- најбоље црвено вино,
- најбоље пенушаво вино,
- најбоље специјално вино и
- најбоље вино Сајма.